# Puebla de Don Fadrique
Puebla de Don Fadrique település Spanyolországban, Granada tartományban. Puebla de Don Fadrique Orce, Huéscar, Nerpio, Moratalla, Caravaca de la Cruz, Vélez-Blanco és María községekkel határos. Lakosainak száma 2202 fő (2024).

## Népesség
A település népessége az elmúlt években az alábbi módon változott:
| Lakosok száma | 2498 | 2637 | 2565 | 2517 | 2415 | 2324 | 2306 | 2250 | 2227 | 2202 |
|               | 2001 | 2004 | 2006 | 2009 | 2011 | 2014 | 2016 | 2019 | 2021 | 2024 |